# ぶゑのすあいれす丸級貨客船
ぶゑのすあいれす丸級貨客船（ぶえのすあいれすまるきゅうかきゃくせん）は、かつて大阪商船が運航した貨客船のクラスの一つで、1928年（昭和3年）から1930年（昭和5年）にかけて三菱長崎造船所で2隻が建造された。日本におけるディーゼルエンジン搭載の外航貨客船の分野では、大阪商船のさんとす丸級貨客船、日本郵船の浅間丸級貨客船に続いて三番目に位置するクラスである。
本項では主に、建造の背景や特徴などについて説明する。個々の船についての詳細は当該項目を参照。

## 建造までの背景
大阪商船のみならず、日本で初めてのディーゼルエンジン搭載の外洋型貨客船として建造されたさんとす丸級貨客船は、当初は5隻が建造される計画だったようだが、実際には3隻の建造にとどまった。しかし、ブラジルへの移民が一層増加すると見込まれたため、大阪商船では、さんとす丸級貨客船3隻が出そろったあとに、さらに2隻のディーゼル貨客船を建造することに決めた。これが、ぶゑのすあいれす丸級貨客船である。もっとも当時の報道では、さんとす丸級貨客船を単に増備するかのように報じられているが、建造の際には改正が施されて別のクラスとなった。

## 一覧
| 船名               | 起工           | 進水           | 竣工           | 出典  |
| ------------------ | -------------- | -------------- | -------------- | ----- |
| ぶゑのすあいれす丸 | 1928年10月15日 | 1929年5月11日  | 1929年10月31日 | [ 3 ] |
| りおで志゛やねろ丸 | 1929年5月16日  | 1929年11月19日 | 1930年5月15日  | [ 3 ] |

## 特徴
さんとす丸級貨客船とは基本的な船型は似通っているが、さんとす丸級貨客船では上層甲板に有する船橋部と客室部を結ぶ遮蔽型のプロムナードが設置されず、ハッチ部分が丸見え状態であったが、ぶゑのすあいれす丸級貨客船ではハッチ部分を覆い隠すようにプロムナードが設置され、外観上は通しの形となった。また、短艇甲板にある客室部も一部拡大され、談話室となった。
ぶゑのすあいれす丸級貨客船の装備品は全て国産品で統一されており、船内装飾も甲冑の造形物を置いたり、浮世絵をモチーフとした壁画を取り付けるなど日本風にまとめられていた。熱帯地域を航行するため、通風設備などは乗客に対する様々な配慮が施された。また、病室が5つ設けられた他、産室も設置された。移民者用スペースとなる三等船室は最大12名が入れるキャビンのほかは主に蚕棚式の寝台が設置され、移民者を上陸させて日本に帰航する際には、寝台を片付けて貨物室とした。ただし、三等とはいえグレードの面ではほかの在来の船の二等に相当するものであった。
装飾面について今一つ説明するならば、当時平行して建造されていた日本郵船の大型貨客船の装飾は総じてイギリス的で典雅な装飾が施されていたのに対し、大阪商船は日本趣味的で新しいものを積極的に取り入れる傾向があった。ぶゑのすあいれす丸級貨客船は、いわゆる「大阪商船型」装飾の実質一番手にあたるが、大阪商船工務部長の和辻春樹が甲板の弧を解消するノーキャンバーを取り入れる前の話であり、キャンバーを有した状態でどのようにして「満足な日本趣味」を再現したかについては不明である。

## 就役
ぶゑのすあいれす丸級貨客船の就航により、西回り南米航路は基本的にディーゼル貨客船5隻での運航となり、年間11回の配船を実施して、従来63日掛かっていた神戸とサントス間も46日に短縮された。往航は喜望峰回りでリオデジャネイロ、ブエノスアイレスに寄港し、帰航は貨物を載せパナマ運河経由でロサンゼルスに寄港し日本に帰るコースだったが、南米から日本へ直接輸送する貨物は多くなく、アメリカ向けのコーヒー豆などの貨物を積むこともあった。
しかし、ぶゑのすあいれす丸級貨客船の就航のタイミングはよくなかった。1929年からの世界恐慌の影響を受けて移民数が減少に転じ、しかも西回り南米航路が命令航路であった関係で減便すらままならなかった。それでも、後継のあるぜんちな丸級貨客船の就航までは西回り南米航路の顔であり続け、「世界一周船としておなじみ」の存在となった。ぶゑのすあいれす丸級貨客船は1939年（昭和14年）、あるぜんちな丸級貨客船の就航を機に新たに開設されたパナマ運河経由の東回り南米航路に転じ、メキシコやコロンビアなど、従来航路では無縁だった国々との流通ルートを構築したが、第二次世界大戦の影響や日米関係の悪化、パナマ運河の閉鎖によって航路維持はままならず、ホーン岬回りで日本に帰着した「ぶゑのすあいれす丸」が、太平洋戦争開戦前の大阪商船の南米航路全体における最後の就航船となった。また、合間を縫って大阪大連線にも臨時に配船された。
太平洋戦争では、「ぶゑのすあいれす丸」が日本陸軍に、「りおで志゛やねろ丸」は日本海軍にそれぞれ徴傭され、「ぶゑのすあいれす丸」は輸送船を経て病院船となったが1943年（昭和18年）11月27日に爆撃を受けて沈没し、「りおで志゛やねろ丸」も1944年（昭和19年）2月17日のトラック島空襲で沈没した。